# Antonio Neri
Antonio Neri (ur. 8 czerwca 1962 w Catanzaro; zm. 5 czerwca 2017) – włoski duchowny katolicki, podsekretarz Kongregacji ds. Duchowieństwa w latach 2011-2017.

## Życiorys
7 grudnia 1991 otrzymał święcenia kapłańskie i został inkardynowany do diecezji Molfetta-Ruvo-Giovinazzo-Terlizzi. Pracował głównie jako wykładowca regionalnych wydziałów teologicznych oraz jako sędzia kościelnego trybunału. 
28 maja 2011 został mianowany przez Benedykta XVI podsekretarzem Kongregacji ds. Duchowieństwa, zastępując na tym stanowisku ks. Celso Morga Iruzubietę. Zmarł 5 czerwca 2017.